# لوتکووکا-کولونگا
لوتکووکا-کولونگا (به لهستانی: Lutkówka-Kolonia) یک روستا در لهستان است که در گمینا مشچونوو واقع شده‌است.
 لوتکووکا-کولونگا  ۸۰ نفر جمعیت دارد و ۱۹۱ متر بالاتر از سطح دریا واقع شده‌است.